# Andrena yukawai
Andrena yukawai är en biart som beskrevs av Osamu Tadauchi och Xu 2004. Andrena yukawai ingår i släktet sandbin, och familjen grävbin. Inga underarter finns listade i Catalogue of Life.